# Ана Григорјев
Ана Григорјев (Београд, 1974) српски је академски сликар и илустратор. Бави се илустровањем књига за децу, сликовница, уџбеника, романа, приручника.

## Биографија
У Београду је завршила Школу за дизајн, а потом и Ликовну академију, одсек сликарство. До сад је илустровала преко сто високотиражних књига за децу, око четрдесет сликовница и десет уџбеника за домаће и стране издавачке куће, као што су Лагуна, Народна књига, Litera Books Greece, Нолит, Завод за уџбенике и наставна средства, Calamus, Дечја књига, Креативни Центар, Evro – Giunti, Пчелица, Eduka, Bookland, Чаробна књига, Al Waraqoon W.L.L. (Бахраин)...
Неке од књига које је илустровала су продате и преведене у више од тринаест земаља и постигле велику популарност, као сто су на пр. „Књига за сваку девојчицу” и „Књига за сваког дечака”, у издању Креативног Центра.
Од 2003. године је редовни члан УЛУПУДС-а.

## Самосталне изложбе
- Лазаревац, 2000. Изложба илустрација „Детињство дивно наше” у оквиру 11. фестивала хумора за децу,
- Нови Сад, 2003. Изложба илустрација „Приче са насловне стране” у оквиру Змајевих дечјих игара
- Лазаревац, 2004. Изложба илустрација „Моје слике, моји снови”
- Лазаревац, 2007. Изложба илустрација „Приче из шуме”
- Лазаревац, 2013. Изложба илустрација „Заборављене приче”[2]
- Београд, 2013. Изложба илустрација, „Срећна галерија”, СКЦ
- Младеновац, 2015. Изложба илустрација у оквиру Кидс Фест-а
- Београд, 2016. Изложба илустрација „Срећна галерија”, СКЦ[3][4]

## Групне изложбе
- Београд, 1996. Галерија ФЛУ
- Београд, 1996. Галерија Дома Омладине
- Београд, 1997. Галерија Дома Омладине
- Београд, 1998. Галерија Дома Омладине
- Београд, 1999. НУ „Браћа Стаменковић”, „Портрет кроз време”
- Београд, 2000. Галерија „Сингидунум”, изложба „Оловка гледа животиње”
- Београд, 2002. Галерија „Сингидунум”, изложба „Огледајући себе”
- Београд, 2003. Галерија „Сингидунум”, изложба новопримљених чланова
- Београд, 2007. Галерија „Прогрес”, Зимски салон
- Београд, 2007. Галерија „Сингидунум”, изложба „Мали формат”
- Београд, 2007. Јавно купатило, 39. мајска изложба „Убрзање”
- Београд, 2009. Музеј примењене уметности, изложба „Илустратори Креативног центра”
- Београд, 2011. Уметнички павиљон „Цвијета Зузорић”, 46. златно перо Београда
- Нови Сад, 2012. Салон књига, Први европски фестивал илустрације књига „BookIll FEST”
- Београд, 2012. НУ „Браћа Стаменковић”, изложба „Мали формат”
- Београд, 2012. „Срећна галерија” СКЦ, годишња изложба сликарско-графичке секције
- Београд, 2013. „Срећна галерија” СКЦ, годишња изложба сликарско-графичке секције
- Братислава, 2013. Бијенале илустрације
- Београд, 2013. Уметнички павиљон „Цвијета Зузорић”, 47. златно перо Београда
- Нови Сад, 2014. Салон књига, „”
- Београд, 2014. „Срећна галерија” СКЦ, годишња изложба сликарско-графичке секције
- Београд, 2014, Галерија Дома омладине, изложба „Уметност је женског рода”
- Нови Сад, 2015. Салон књига, „”
- Београд, 2015. Народна банка Србије, 48. Златно перо Београда
- Београд, 2016. Галерија СКЦ, годишња изложба сликарско-графичке секције

## Награде и признања
- Награда ФЛУ „Џелебџић” за мозаик, Београд, 1998.
- Диплома из области илустрације Сликарско-графичке секције на Годишњој изложби, Београд, 2013.
- Добитник је награде УЛУПУДС-а на 58. Међународном београдском сајму књига 2013. године за илустровање књига за децу.[5]
- Признање на „BookIll FEST”-у за појединачну илустрацију из књиге „Снежна краљица”, Нови Сад 2014.
- Захвалница „Доситејево перо” за илустрације књиге „Снежна краљица”, Београд 2014.
- Диплома из области илустрације Сликарско-графичке секције на Годишњој изложби, Београд, 2014.

## Галерија илустрација (избор)
- „Крцко Орашчић”-насловна страна
- „Чаробњак из Оза”-насловна страна
- „Чаробњак из Оза”
- „Снежна краљица”
- „Снежна краљица”
- „Принцеза у магарећој кожи”
- „Крцко Орашчић”